# Środki masowego przekazu w Rosji
Środki masowego przekazu w Rosji – środki masowego przekazu mające siedzibę na terenie Federacji Rosyjskiej.
Najbardziej wpływowym koncernem medialnym jest Wszechrosyjska Państwowa Kompania Telewizyjna i Radiowa, posiadająca 5 stacji telewizyjnych, 2 kanały międzynarodowe, 5 stacji radiowych i 80 regionalnych kanałów telewizyjnych oraz radiowych. Dwa z sześciu najczęściej oglądanych, ogólnokrajowych kanałów telewizyjnych (TNT i NTV) należą do Gazpromu, spółki akcyjnej, w której największy udział posiada państwo (38,3%).
We wrześniu 2014 w Zgromadzeniu Federalnym większością głosów przeszła ustawa o ograniczeniu udziałów zagranicznych w krajowych mediach z 50% do 20%. Właściciele mediów mieli czas na dostosowanie się do 1 lutego 2017.
Ponad 90% społeczeństwa informacje na temat wydarzeń w kraju czerpie w przeważającej części z telewizji.
Media niepaństwowe docierają do nie więcej niż 10–15% rosyjskiego społeczeństwa, a ich sytuacja jest z każdym rokiem coraz trudniejsza ze względu na zaostrzające się przepisy cenzurujące działania mediów, czego przykładem było np. zamknięcie telewizji Dożd´ po inwazji Rosji na Ukrainę w 2022 roku.
W rankingu organizacji Reporterzy bez Granic Rosja znalazła się na 155 miejscu spośród 180 państw we wskaźniku wolności prasy.

## Prasa
Największymi rosyjskimi agencjami prasowymi są Itar-TASS (założona w 1904 r.), RIA Nowosti (z 1941 r.) oraz Interfax. Do znaczących prywatnych agencji należą: Lenta.ru, NEWSru, REGNUM i inoSMI. 
Do gazet o największych nakładach należą: „Komsomolskaja prawda”, „Kommiersant”, „Moskowskij Komsomolec”, „Izwiestija”, „Rossijskaja gazieta”, „Niezawisimaja Gazieta”, „Trud”, „Wiedomosti”, „Wriemia Nowostiej”, „Prawda” oraz anglojęzyczne „Moskowskije nowosti” i do 2017 „The Moscow Times”.
Najbardziej popularnymi tygodnikami są „Argumienty i fakty” oraz „Nowaja gazieta”.

## Telewizja
Do stacji telewizyjnych o największym zasięgu w 2008 r. należały: Rossija, Pierwyj kanał oraz NTV.
Wszechrosyjska Państwowa Kompania Telewizyjna i Radiowa zarządza kanałami: Rossija 1, Rossija 2 (sport), Rossija 24 (wiadomości) i Rossija K (kultura).
Kolejną grupę kanałów tworzą telewizje należące do holdingu Gazprom-Media (NTV i TNT).
Do prywatnych stacji telewizyjnych należą m.in. Piatyj kanał, STS, Domasznij, TV-3, REN-TV, 2×2, RBC TV i Muz-TV. Oprócz różnych programów tematycznych drogą satelitarną są emitowane także obcojęzyczne serwisy informacyjne Russia Today (angielskojęzyczna) oraz Rusija Al-Jaum (arabskojęzyczna).

## Radio
Do największych rozgłośni radiowych w 2008 r. należały: Radio Rossija, Radio Majak i Radio Junost.

## Internet
Rosyjskie media znajdują się pod kontrolą Kremla, ale Internet pozostaje wolny, jednakże władze nie szczędzą środków na sponsoring portali informacyjnych, czy finansowanie „zaprzyjaźnionych” blogerów. Amnesty International krytykuje Rosję za zamykanie niezależnych redakcji i atakowanie opozycjonistów przez funkcjonariuszy policji. Zablokowano dostęp do opozycyjnych stron Grani.ru, Kasparow.ru i EJ.ru, a także do bloga Aleksieja Nawalnego, zablokowano rosyjskojęzyczną wersję portalu The Moscow Times, zwolniono niezależnego redaktora naczelnego serwisu internetowego Lenta.ru i powołano, zdaniem dziennikarzy Lenty.ru, sterowanego z kremlowskich gabinetów, co stanowi „bezpośrednią presję na redakcję” wbrew ustawie o mediach, mówiącej o niedopuszczalności cenzury.